# Шандру, Иван Андреевич
Иван Андреевич Шандру (10.06.1927 — ?) — звеньевой колхоза «Вяца Ноуэ» Унгенского района Молдавской ССР, Герой Социалистического Труда (30.04.1966).
Родился в селе Мирчешты, ныне Унгенский район Молдавии.
В 1952—1970 годах колхозник, затем звеньевой табаководческой бригады колхоза «Вяца Ноуэ», преобразованного в одноименный совхоз-завод (с. Новые Богены Унгенского района Молдавской ССР).
В 1961—1965 годах в среднем за 5 лет его звено вырастило по 29,8 ц / га табака на площади 25,6 га. За это достижение присвоено звание Героя Социалистического Труда (30.04.1966).
С 1971 года бригадир садово-виноградарской бригады совхоза-завода. В 1978 году в его бригаде работало 20 человек. Награждён орденом Ленина.
В 1988 году ещё работал бригадиром.
Делегат III Всесоюзного съезда колхозников (1969).